# TJ Sokol Jaroměř
TJ Sokol Jaroměř je florbalový klub z Jaroměře.
Mužský tým hraje od ročníku 2022/2023 třetí nejvyšší soutěž, Národní ligu. V letech 1993 až 1996 hrál v nejvyšší soutěži.

## Historie
Klub byl založen v roce 1993. Je tak jedním z nejstarších florbalových klubů v Česku. Florbal se dostal do Jaroměře nezávisle na pražských kořenech florbalu v Česku. Stalo se tak díky Petru Sýkorovi, českému rodákovi žijícímu ve Švýcarsku, který ve městě uspořádal v roce 1992 soustředění svého týmu Mettmenstetten Unicorns.
Rok na to se Jaroměřský mužský tým kvalifikoval do prvního ročníku 1. florbalové ligy mužů (dnešní Superligy), ve které hrál tři sezóny až do ročníku 1995/1996. Další dvě sezóny hráli muži druhou nejvyšší soutěž, po té sestoupili do nižších soutěží. Do 1. ligy (dnes druhé nejvyšší soutěže) se tým vrátil ještě v sezónách 2019/2020 až 2021/2022. Od ročníku 2022/2023 hraje Národní ligu.
Zaniklý ženský tým hrál v sezónách 2013/2014 až 2016/2017 1. ligu, ve které se v roce 2015 probojoval do finále.
Jaroměř byl jeden z prvních florbalových týmů, který měl samostatného trenéra. Byl jím Jaroslav Marks, který se díky svým zkušenostem stal prvním reprezentačním trenérem.

## Mužský tým

### Sezóny
| Sezóna                                                         | Úroveň | Soutěž       | Umístění | Poznámka                                                                             |
| -------------------------------------------------------------- | ------ | ------------ | -------- | ------------------------------------------------------------------------------------ |
| 1993/1994                                                      | 1      | 1. liga      | 5.       | Hrála se jen základní část                                                           |
| 1994/1995                                                      | 1      | 1. liga      | 11.      | Hrála se jen základní část                                                           |
| 1995/1996                                                      | 1      | 1. liga      | 11.      | Hrála se jen základní část – Sestup do nižší ligy                                    |
| 1996/1997                                                      | 2      | 2. liga      | 5.       | [ 10 ]                                                                               |
| 1997/1998                                                      | 2      | 2. liga      | 9.       | Sestup do nižší ligy                                                                 |
| V sezónách 1998/1999 až 2010/2011 hrál tým v nižších soutěžích |        |              |          |                                                                                      |
| 2010/2011                                                      | 4      | 3. liga      |          | Postup do vyšší ligy                                                                 |
| 2011/2012                                                      | 3      | 2. liga      |          | [ 12 ]                                                                               |
| 2012/2013                                                      | 3      | 2. liga      |          | [ 13 ]                                                                               |
| 2013/2014                                                      | 3      | 2. liga      |          | Postup z pátého místa v Divizi III do nově vzniklé Národní ligy                      |
| 2014/2015                                                      | 3      | Národní liga |          | Vypadnutí v předkole play-off proti T.B.C. Králův Dvůr                               |
| 2015/2016                                                      | 3      | Národní liga |          | Výhra v 1. kole play-down proti FbC Strakonice P.A.                                  |
| 2016/2017                                                      | 3      | Národní liga |          | Vypadnutí ve čtvrtfinále play-off proti Panthers Praha                               |
| 2017/2018                                                      | 3      | Národní liga |          | Vypadnutí v semifinále play-off proti TJ Sokol Mukařov                               |
| 2018/2019                                                      | 3      | Národní liga |          | Vítězství ve finále play-off proti ASK Orka Čelákovice – Postup do vyšší ligy        |
| 2019/2020                                                      | 2      | 1. liga      | 6.       | Sezóna ukončena za stavu 1:1 na zápasy ve čtvrtfinále play-off proti Kanonýři Kladno |
| 2020/2021                                                      | 2      | 1. liga      | 13.      | Sezóna ukončena po neúplných sedmi odehraných kolech základní části                  |
| 2021/2022                                                      | 2      | 1. liga      | 13.      | Prohra v play-down proti Torpedo Havířov – Sestup do nižší ligy                      |
| 2022/2023                                                      | 3      | Národní liga |          | Vypadnutí ve čtvrtfinále play-off proti FbC Hradec Králové                           |
| 2023/2024                                                      | 3      | Národní liga |          | Vypadnutí ve čtvrtfinále play-off proti FBK Atlas Blansko                            |
| 2024/2025                                                      | 3      | Národní liga |          | Vypadnutí ve čtvrtfinále play-off proti FbC Písek                                    |

### Známí trenéři
- Jaroslav Marks (1993–?)

## Ženský tým

### Sezóny
| Sezóna                                                                          | Úroveň | Soutěž  | Umístění | Poznámka                                                         |
| ------------------------------------------------------------------------------- | ------ | ------- | -------- | ---------------------------------------------------------------- |
| 2013/2014                                                                       | 3      | 2. liga |          | Postup z prvního místa v divizi IV                               |
| 2014/2015                                                                       | 2      | 1. liga |          | Prohra ve finále play-off proti FbC Panthers                     |
| 2015/2016                                                                       | 2      | 1. liga |          | Vypadnutí v osmifinále play-off proti Florbalová akademie MB-NBK |
| 2016/2017                                                                       | 2      | 1. liga |          | Vypadnutí v osmifinále play-off proti IBK Hradec Králové         |
| V sezóně 2017/2018 se tým přihlásil do 2. ligy, kde hrál čtyři roky, než zanikl |        |         |          |                                                                  |